# Pycreus filicinus
Pycreus filicinus är en halvgräsart som först beskrevs av Vahl, och fick sitt nu gällande namn av Tetsuo Michael Koyama. Pycreus filicinus ingår i släktet Pycreus och familjen halvgräs. Inga underarter finns listade i Catalogue of Life.